# W pułapce czasu (film)
W pułapce czasu (tytuł oryg. Sengoku jieitai) – japoński fantastycznonaukowy film wojenny w reżyserii Mitsumasy Saitô, którego premiera odbyła się 5 grudnia 1979 roku.
W 1980 roku podczas 4. edycji Nagrody Japońskiej Akademii Filmowej Isao Natsuyagi był nominowany do nagrody Japońskiej Akademii Filmowej w kategorii Best Supporting Actor, Fumio Hashimoto był nominowany do tej nagrody w kategorii Best Sound.

## Fabuła
Oddział wojsk japońskich zostaje przeniesiony w czasie do XVI wieku, gdzie trwają walki klanów samurajów o pozycję sioguna. Dowódca oddziału, porucznik Yoshiaki Iba (Sonny Chiba), postanawia wykorzystać sytuację i zrealizować swoje marzenia o rządzeniu Japonią.

## Obsada
Źródło: Filmweb

- Sonny Chiba – porucznik Yoshiaki Iba
- Kenzô Kawarasaki – Koji Kano
- Hiroshi Kamayatsu – Mokichi Nemoto
- Haruki Kadokawa – Sanada masayuki
- Toshitaka Itô – Harumi Takashima
- Jun Etô – Gary Whitford
- Nana Okada – Kazuko Arai
- Moeko Ezawa – wdowa Yui